# Rakoth
Rakoth — российская метал-группа, образованная в 1997 году. Одна из немногих российских металлических групп, которой удалось пробиться на Запад и выпустить там свой альбом на CD[стиль]. Первоначально коллектив назывался «Bedevil», однако уже в год основания сменил название.

## Название
Коллектив назван в честь одного из персонажей книги Ника Перумова. Ракот — полубог, один из «истинных магов», отказавшийся подчиняться «Молодым Богам». Он сверг их и, таким образом, стал «Новым Богом». Данный персонаж понравился участникам группы своим бунтарством.

## История
Коллектив сформировался весной 1997 года. В тот момент группа исполняла блэк-метал, а источником их вдохновения стало творчество Толкина. В первый состав коллектива входили Рустам (клавишные), P. Noir (вокал и флейта), Dy (электрогитара), Den (бас-гитара) и Леший (ударные).
В августе этого же года коллектив первую демо-запись в гараже Рустама — Tales Of The Worlds Unreal. Участники группы передали данные записи владельцу студии «Музыкальный центр А. Арзамасцева» на прослушивание. Ему понравилось, после чего он предложил коллективу бесплатно записать их второй демо-альбом — Dark Ages Chronicle. После этого группа передала эти записи лейблу MetalAgen Records, а в октябре коллектив остался без барабанщика. После этого группа начала использовать компьютер в качестве ударных.
В феврале 1998 года появились положительные рецензии на Dark Ages Chronicle и несколько Восточноевропейских лейблов смогли продать этот альбом в больших количествах. В ответ на это, группа записала свой первый полноформатный альбом, а осенью из коллектива ушёл басист.
В 1999 году группа начала сотрудничать с итальянским лейблом Code666, после чего записала Planeshift, который был издан через месяц после этого. По словам Рустама, альбом является концептуальным, но его концепция субъективна (каждый придумывает её себе сам). Альбом демонстрирует изменение музыкального жанра коллектива, что было позитивно встречено голландскими и норвежскими критиками.
В 2001 году был издан Jabberworks, который представляет собой сборку перезаписанных старых демо-записей группы. В конце этого же года коллектив подписал контракт с Earache Records, поскольку лейбл предложил им «ещё лучшие условия». В июле следующего года данным лейблом был переиздан Planeshift.

## Состав
- Рустам С. — вокал, программирование, синтезатор
- P. Noir (Black) — вокал, флейта
- Dy. — электрогитара
- Kjord M. — бас-гитара
- Андреас — ударные

Бывшие участники
- Вулко — электрогитара, клавишные (1996—1997)
- Tур — вокал (1996—1997)
- Леший — ударные (1996—1997)
- Мигуэль «Слепой» — бас-гитара (1996)
- Den. — бас-гитара
- Zafod B. — электрогитара

## Дискография
Демозаписи
- 1997 — Tales of the Worlds Unreal
- 1997 — Dark Ages Chronicles

Полноформатные альбомы
- 1998 — Superstatic Equilibrium
- 1999 — Planeshift
- 2001 — Jabberworks
- 2003 — Tiny Deaths
- 2014 — Ars Compilata